# سیارک ۱۲۳۸۶۰
سیارک ۱۲۳۸۶۰ (به انگلیسی: 123860 Davederrick، نامگذاری:2001DX) صد و بیست و سه هزار و هشتصد و شصتمین سیارک کشف شده‌است که در ۱۶ فوریه ۲۰۰۱ کشف شد.